# داتشنويي
داتشنويي (بالروسية: Дачное) هي مدينة في جمهورية أوسيتيا الشمالية - ألانيا في روسيا. يبلغ عدد سكانها حوالي 4439 نسمة.